# Guerlain

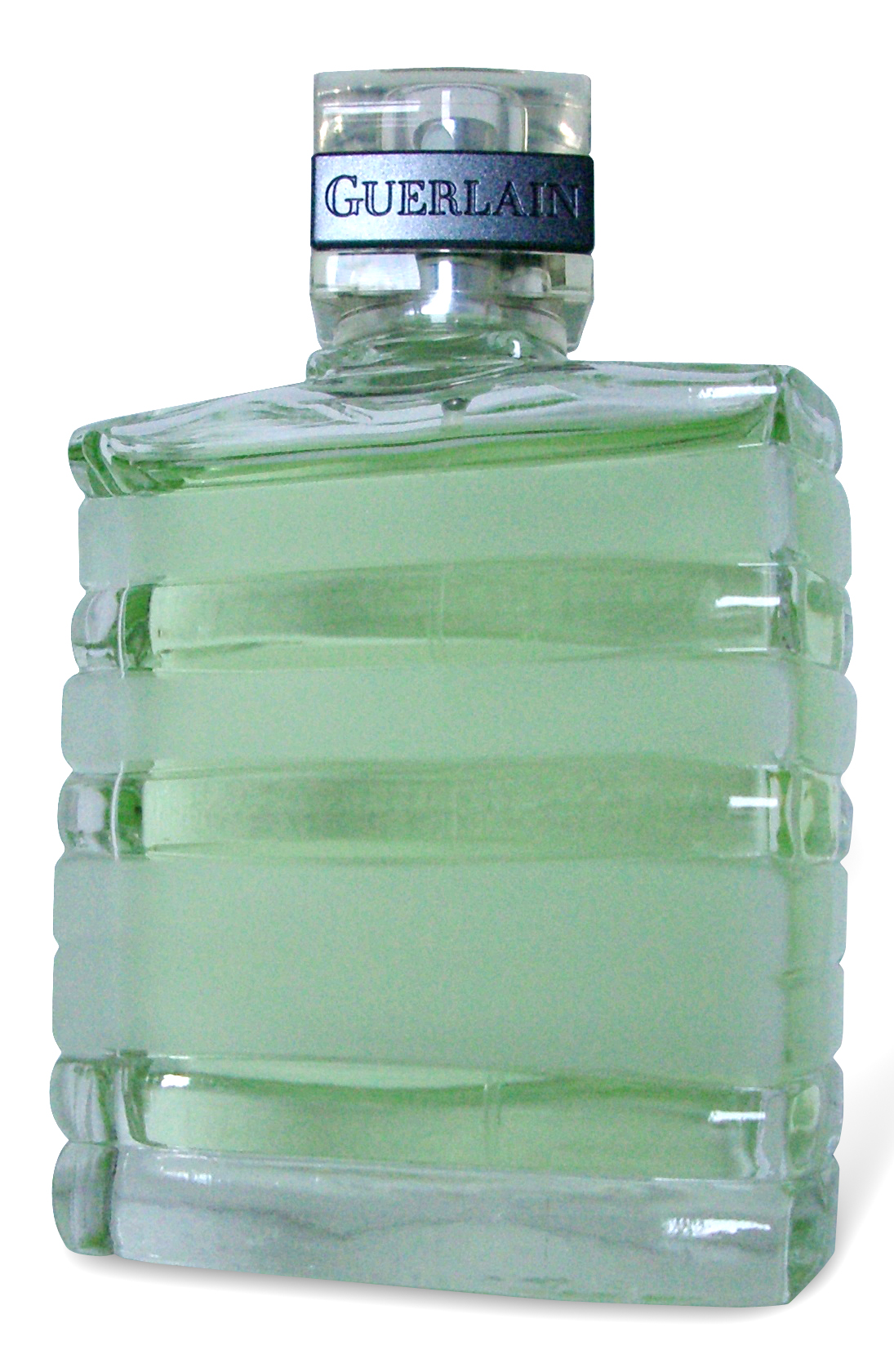
Vétiver från Guerlain. Flaskan designad av Robert Granai år 2000.

Guerlain, Paris, franskt parfymhus grundat 1828 av Pierre François Pascal Guerlain (1798–1864). Guerlain blev 1853 fransk hovleverantör efter att ha skapat Eau de Cologne impériale för kejsarinnan Eugénie. Övriga klassiska dofter från Guerlain är Heure bleue (1912), Mitsouko (1919) och Shalimar (1925).